# Luca Brandolini
Luca Brandolini CM (* 25. Dezember 1933 in Montecompatri, Latium, Italien) ist emeritierter Bischof von Sora-Aquino-Pontecorvo.

## Leben
Luca Brandolini trat der Ordensgemeinschaft der Lazaristen bei, legte die Profess am 18. Oktober 1955 ab und empfing am 24. April 1960 die Priesterweihe.
Papst Johannes Paul II. ernannte ihn am 29. Oktober 1987 zum Titularbischof von Urusi und zum Weihbischof in Rom. Die Bischofsweihe spendete ihm Kardinalvikar Ugo Kardinal Poletti am 7. Dezember desselben Jahres; Mitkonsekratoren waren die römischen Weihbischöfe Ennio Appignanesi und Plinio Pascoli.
Am 2. September 1993 wurde er zum Bischof von Sora-Aquino-Pontecorvo ernannt. Am 19. Juni 2009 nahm Papst Benedikt XVI. sein aus Altersgründen vorgebrachtes Rücktrittsgesuch an.